# 25. duben
25. duben je 115. den roku podle gregoriánského kalendáře (116. v přestupném roce). Do konce roku zbývá 250 dní. Svátek má Marek. Je to také nejpozdější datum Velikonoc.

## Události

### Česko
- 1142 – Moravské oddíly Konráda Znojemského, podpořené vojenskými družinami některých českých velmožů, se střetly se silami českého knížete Vladislava II. v bitvě u Vysoké.
- 1372 – Se souhlasem krále Karla IV založena samostatná právnická universita, odtržená od Pražské university. Vysoké učení právnické zaniklo na počátku husitského revolučního hnutí.
- 1945
  - Bombardéry USAAF provedly masivní nálet na Škodovy závody a letiště Bory v Plzni. Zbrojovka byla zničena ze 70 %, letiště přestalo být provozuschopné. Nepřesně shozené pumy způsobily značné škody ve čtvrtích Skvrňany a Karlov.
  - Ruský nálet na Brno.
- 1950 – V ČSR byl odvolán ministr národní obrany Ludvík Svoboda. Místo něj byl jmenován Alexej Čepička.
- 1952 – Josef Kepka byl odsouzen Státním soudem v Praze v procesu tzv. Zelené internacionály k trestu smrti.
- 1996 – Severního pólu dosáhla první česká polární expedice.
- 2005 – Jiří Paroubek byl jmenován předsedou vlády.

### Svět
- 1464 – Války růží: proběhla bitva u Hedgeley Moor.
- 1607 – V námořní bitvě u Gibraltaru porazili Holanďané španělsko-portugalskou flotu.
- 1626  – Třicetiletá válka: Valdštejn rozdrtil Mansfeldovo vojsko v bitvě u Desavy.
- 1719 – Daniel Defoe vydal fiktivní román o trosečníkovi Robinson Crusoe, který strávil 28 let na opuštěném ostrově (podle příběhu námořníka Alexandera Selkirka)
- 1792 – Francouzský lupič Nicolas Jacques Pelletier se stal prvním odsouzencem popravený pomocí gilotiny.
- 1850 – Paul Julius Reuter, zakladatel stejnojmenné tiskové agentury, vyslal 40 poštovních holubů s aktuálním burzovním zpravodajstvím mezi městy Brusel a Cáchy.
- 1898 – Propukla Španělsko-americká válka, která skončila zdrcující porážkou Španělska.
- 1915 – Britské jednotky se vylodily na Gallipolském poloostrově v Dardanelách a začala tzv. bitva o Gallipoli.
- 1919 – Byl založen Bauhaus, škola pro výtvarné umění, architekturu a umělecké řemeslo.
- 1945 – Vojáci americké 1.armády a sovětské 5. gardové armády se setkali na Labi u Torgau, města v Sasku. Spojením východní a západní fronty bylo dobyto téměř celé Německo a zároveň rozděleno na dvě sféry vlivu.
- 1953 – Francis Crick a James D. Watson publikovali článek Molekulární struktura nukleových kyselin: struktura pro deoxyribonukleovou kyselinu, v němž poprvé popsali dvojitou šroubovici DNA.
- 1960 – Ponorka námořnictva USA USS Triton jako první uskutečnila ponořené obeplutí světa.
- 1961 – Robert Noyce získává patent na integrovaný obvod.
- 1974 – V Portugalsku proběhla Karafiátová revoluce. Tím byla ukončena diktatura Antónia de Oliveira Salazara.
- 1976 – Českoslovenští hokejisté vyhráli mistrovství světa v polských Katovicích.
- 1983 – Pioneer 10 překročil oběžnou dráhu Pluta.
- 1990 – Raketoplán Discovery umístil na oběžnou dráhu kolem Země Hubbleův teleskop.
- 2005 – Při železniční nehodě v japonském Amagasaki zahynulo 107 osob a dalších 562 bylo zraněno.
- 2015 – Zemětřesení o síle 7,9 stupně Richterovy stupnice si v Nepálu a okolních státech vyžádalo přes 5 200 obětí. Jde o nejsilnější zemětřesení v oblasti za posledních 80 let.

## Narození

### Česko

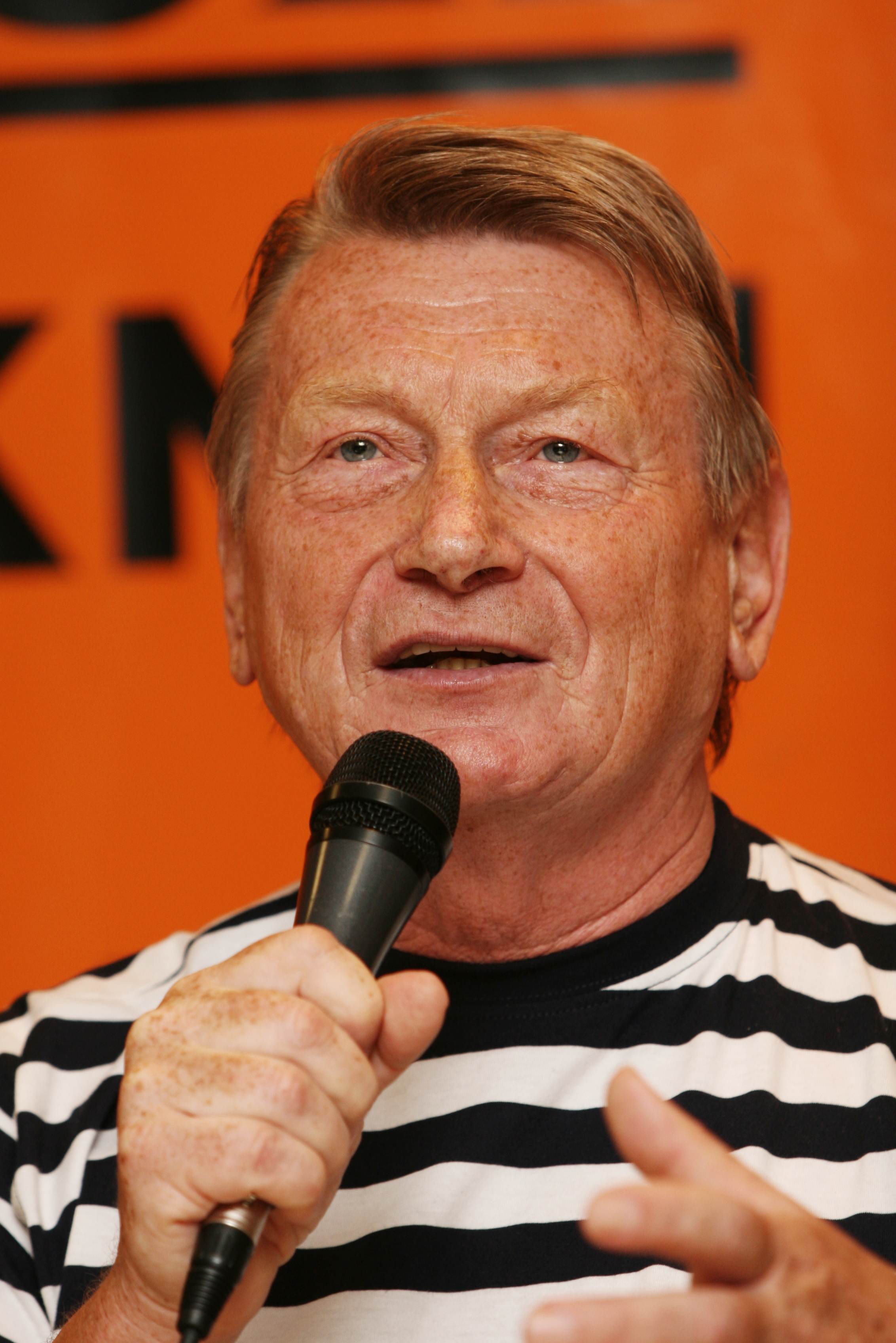
Josef Dvořák (* 1942)

- 1686 – Jan Jiří Benda, tkadlec a vesnický muzikant, zakladatel hudebního rodu († 4. října 1757)
- 1763 – Alois Klar, filantrop, zakladatel Klárova ústavu († 25. března 1833)
- 1794 – Josef Dittrich, biskup a teolog († 5. října 1853)
- 1819 – Karel Hail, poštmistr a starosta († 22. června 1893)
- 1854 – Augustin Popelka, český právník a politik († 22. května 1938)
- 1857 – Antonín Cechner, architekt, restaurátor, pedagog a znalec středověkých památek († 24. září 1942)
- 1875 – Bohumil Spáčil, provinciál České provincie Tovaryšstva Ježíšova († 5. prosince 1950)
- 1878 – Ferdinand Kraupner, kanovník Katedrální kapituly u sv. Štěpána v Litoměřicích († 8. prosince 1962)
- 1879
  - Karel Horký, novinář, fejetonista, spisovatel, kritik a vydavatel († 2. března 1965)
  - František Weyr, právník, právní filosof a státovědec († 29. června 1951)
- 1880 – Jan Černý, československý politik († 15. ledna 1935)
- 1886 – Jindřich Hořejší, básník a překladatel († 30. května 1941)
- 1887 – Jan Autengruber, český malíř († 15. července 1920)
- 1888 – Marie Helena Knajblová, řeholnice, oběť komunistického teroru († 13. února 1961)
- 1891 – František Rouček, děkan Právnické fakulty Masarykovy univerzity († 29. prosince 1967)
- 1895 – Helena Salichová, česká etnografka, malířka, ilustrátorka († 2. července 1975)
- 1897 – Mikuláš Jaroslav Novák, československý důstojník a politický vězeň († ?)
- 1905 – Jiří Verner, chirurg a dramatik († 6. ledna 1942)
- 1909
  - Jaroslav Doubrava, hudební skladatel († 2. října 1960)
  - Vilém Reichmann, fotograf († 15. června 1991)
- 1910
  - Vilda Jakš, boxer, několikanásobný mistr Československa a vicemistr světa († 21. srpna 1943)
  - Josef Kohout, propagátor ragby († 31. července 2001)
- 1916 – Karel Lewit, český neurolog slovinského původu († 2. října 2014)
- 1923 – Miloslav Brůžek, ministr kultury († 14. července 1991)
- 1928 – Olga Skálová, česká tanečnice, choreografka a pedagožka
- 1932
  - František Venclovský, přeplaval jako první Čech kanál La Manche († 13. prosince 1996)
  - Alena Šimečková, česká germanistka († 14. května 2005)
  - Jaroslav Němec, kněz, profesor církevních dějin († 17. března 2012)
- 1936 – Terezie Fučíková, spoluzakladatelka československé klinické imunologie
- 1941 – Rudolf Růžička, český hudební skladatel
- 1942 – Josef Dvořák, herec a divadelní ředitel
- 1944 – Pavel Kalvach, předseda České neurologické společnosti
- 1945
  - Ivan Ohlídal, fyzik, vysokoškolský profesor a politik
  - Jan Pospíšil, dvacetinásobný mistr světa v kolové
- 1948 – Jiří Černota, politik
- 1950 – Miroslav Kačor, český dokumentarista, scenárista, režisér a spisovatel
- 1951 – Zdeněk Merta, hudební skladatel, klavírista a producent
- 1952 – Milena Duchková, československá reprezentantka ve skocích do vody, olympijská vítězka
- 1956 – Jaroslava Schallerová, herečka a podnikatelka
- 1960 – Jiří Schwarz, český ekonom
- 1973 – Pavel Šporcl, houslový virtuos
- 1987 – Zuzana Schindlerová, chodkyně
- 1992 – Pavel Kadeřábek, fotbalista

### Svět

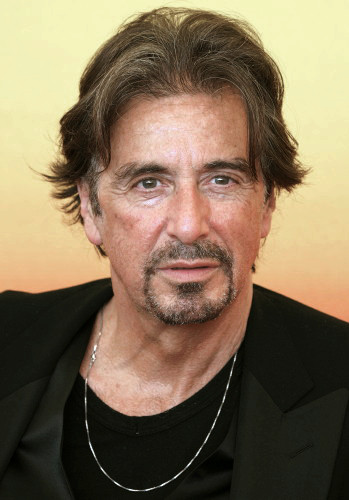
Al Pacino (* 1940)

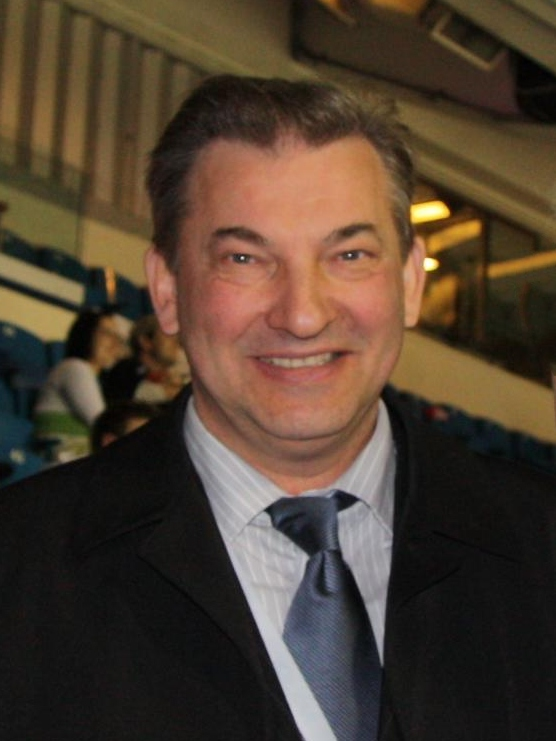
Vladislav Treťjak (* 1952)

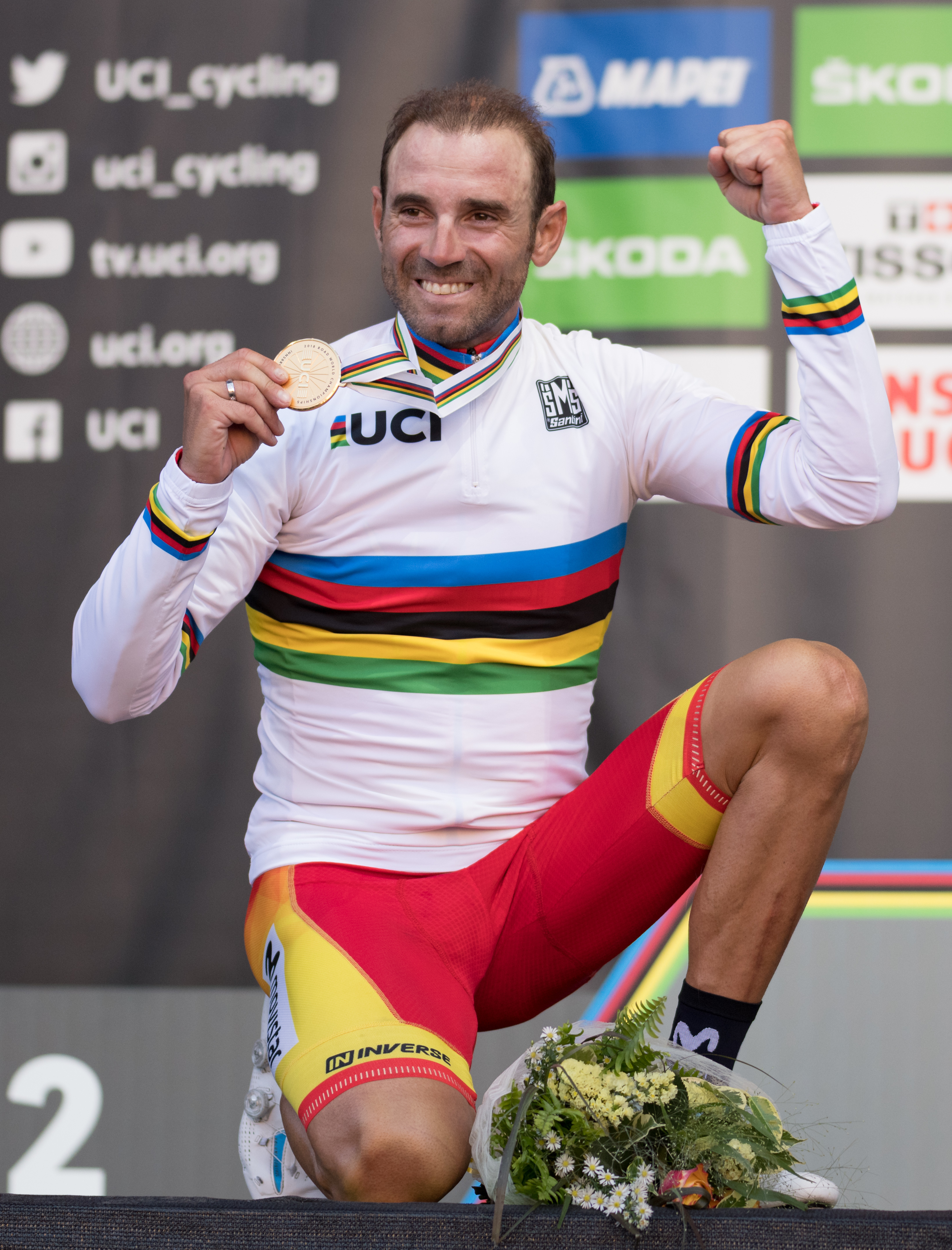
Alejandro Valverde (* 1980)

- 0571 – Mohamed, prorok, náboženský a politický vůdce († 8. června 632)
- 1214 – Ludvík IX. Francouzský, francouzský král z dynastie Kapetovců († 25. srpna 1270)
- 1228 – Konrád IV. Štaufský, císař Svaté říše římské († 21. května 1254)
- 1284 – Eduard II., anglický král († 21. září 1327)
- 1287 – Roger Mortimer (1. hrabě z Marchu), anglický šlechtic, který vedl úspěšnou vzpouru proti králi Eduardu II. († 29. listopadu 1330)
- 1529 – Francesco Patrizi, chorvatský filosof († 6. února 1597)
- 1599 – Oliver Cromwell, anglický lord protektor († 3. září 1658)
- 1608 – Gaston Orleánský, třetí syn francouzského krále Jindřicha IV. († 2. února 1660)
- 1725 – Philipp Ludwig Statius Müller, německý teolog a zoolog († 5. ledna 1776)
- 1730 – Fedele Fenaroli, italský hudební skladatel a pedagog († 1. ledna 1818)
- 1775 – Šarlota Španělská, portugalská královna manželka Jana VI. Portugalského († 7. ledna 1830)
- 1767 – Charles Nicolas Oudinot, francouzský maršál († 13. září 1847)
- 1769 – Marc Isambard Brunel, francouzsko-britský inženýr, architekt, vynálezce († 12. prosince 1849)
- 1777 – Natale Schiavoni, italský malíř († 15. dubna 1858)
- 1781 – Ferdinand Karel Josef Rakouský-Este, rakouský arcivévoda a polní maršál († 5. listopadu 1850)
- 1806 – Vilém Brunšvický, vévoda z Braunschweigu († 18. října 1884)
- 1823 – Abdülmecid I., turecký sultán († 25. června 1861)
- 1843 – Alice Sasko-Koburská, britská princezna, velkovévodkyně hesenská († 14. prosince 1878)
- 1849 – Felix Klein, německý matematik († 22. června 1925)
- 1862 – Adolf Miethe, německý vynálezce v oblasti fotografické techniky († 5. května 1927)
- 1866 – Carlo Bourlet, francouzský vědec a vynálezce, matematik a esperantista († 12. srpna 1913)
- 1874 – Guglielmo Marconi, italský radiotechnik, nositel Nobelovy ceny za fyziku za rok 1909 († 20. července 1937)
- 1883 – Semjon Michajlovič Buďonnyj, sovětský vojevůdce a legendární hrdina ruské občanské války († 26. října 1973)
- 1884 – Alfons Genrichovič Ukke-Ugovec, ruský generálmajor († ?)
- 1892 – Giuseppe Maria Palatucci, katolický biskup, zachránce Židů před holokaustem († 31. března 1961)
- 1895
  - John L. Pierce, americký brigádní generál († 12. února 1959)
  - Stanley Rous, anglický fotbalový rozhodčí, prezident FIFA († 18. července 1986)
- 1900
  - Gladwyn Jebb, britský politik, generální tajemník OSN († 24. října 1996)
  - Ernst Kris, americký psychoanalytik, historik umění a sociolog († 27. února 1957)
  - Wolfgang Pauli, švýcarský fyzik († 15. prosince 1958)
- 1903 – Andrej Nikolajevič Kolmogorov, sovětský matematik († 20. října 1987)
- 1907 – Herbert Matter, americký fotograf a grafický designér († 8. května 1984)
- 1917 – Ella Fitzgeraldová, americká jazzová zpěvačka († 15. června 1996)
- 1919 – Finn Helgesen, norský rychlobruslař, olympijský vítěz († 3. září 2011)
- 1920
  - Jean Carmet, francouzský herec a scenárista († 20. dubna 1994)
  - Peter Karvaš, slovenský spisovatel († 28. listopadu 1999)
- 1921 – Karel Appel, nizozemský malíř, sochař a básník († 2006)
- 1922 – Georges Cottier, švýcarský kardinál († 31. března 2016)
- 1923 – Albert King, americký bluesový kytarista a zpěvák († 21. prosince 1992)
- 1927 – Albert Uderzo, francouzský kreslíř a ilustrátor († 24. března 2020)
- 1928
  - Cy Twombly, americký malíř, žijící v Itálii († 5. července 2011)
  - Jurij Vasiljevič Jakovlev, ruský herec († 30. listopadu 2013)
- 1929
  - Yvette Williamsová, novozélandská olympijská vítězka ve skoku do dálky († 13. dubna 2019)
  - José Ángel Valente, španělský spisovatel († 18. července 2000)
- 1930
  - Ignazio Fabra, italský zápasník, mistr světa v zápase řecko-římském († 13. dubna 2008)
  - Paul Mazursky, americký filmový režisér, scenárista, producent a herec († 30. června 2014)
- 1932
  - Theodore Victor Olsen, americký spisovatel westernů († 13. července 1993)
  - Lia Manoliuová, rumunská atletka, olympijská vítězka v hodu diskem († 9. ledna 1998)
- 1935 – James Peebles, kanadsko-americký fyzik a kosmolog, nositel Nobelovy ceny za fyziku
- 1936 – Leonel Sánchez, chilský fotbalista († 2. dubna 2022)
- 1938 – John Davies, velšský historik († 16. února 2015)
- 1939 – Tarcisio Burgnich, italský fotbalista († 26. května 2021)
- 1940 – Al Pacino, americký herec
- 1942
  - Martin Monestier, francouzský novinář a spisovatel literatury faktu
  - John O'Sullivan, britský politický komentátor
- 1945
  - Stu Cook, hráč na baskytaru
  - Björn Ulvaeus, švédský textař, skladatel, zpěvák, kytarista, spisovatel
- 1946 – Vladimir Žirinovskij, ruský nacionalistický politik († 6. dubna 2022)
- 1947
  - Johan Cruijff, nizozemský fotbalista († 24. března 2016)
  - Jeffrey DeMunn, americký herec
- 1949
  - Dominique Strauss-Kahn, francouzský ekonom a politik
  - John Mole, anglický baskytarista († 1. srpna 2006)
  - John McAleese, skotský vojenský hrdina († 26. srpna 2011)
- 1950 – Peter Jurasik, americký herec
- 1952
  - Hajdar Abádí, premiér Iráku
  - Vladislav Treťjak, sovětský hokejista
- 1955 – Eric Drexler, americký vědec, představitel transhumanismu
- 1956 – Dominique Blancová, francouzská divadelní a filmová herečka
- 1957
  - Erik Groch, slovenský básník, knižní grafik a vydavatel
  - Roch Marc Christian Kaboré, burkinafaský politik
- 1958 – Fish, skotský zpěvák, textař, hudební skladatel a herec
- 1961
  - Frank De Winne, belgický vojenský letec a astronaut
  - Juha Sipilä, finský politik
- 1964 – Hank Azaria, americký herec a komik
- 1966 – Diego Domínguez, italský ragbista
- 1969
  - Renée Zellweger, americká herečka
  - Gina Torres, americká herečka
- 1972 – Sofia Helinová, švédská herečka
- 1973 – Barbara Rittnerová, německá tenistka
- 1978 – Ben Bridwell, americký hudebník
- 1980 – Alejandro Valverde, španělský silniční cyklista
- 1981
  - Felipe Massa, brazilský pilot Formule 1
  - Anja Pärsonová, švédská lyžařka
- 1984 – Simon Fourcade, francouzský biatlonista
- 1985 – Giedo van der Garde, nizozemský pilot Formule 1
- 1988
  - Sara Paxtonová, americká herečka a zpěvačka
  - Jonathan Bailey, britský herec
- 1990 – Jean-Éric Vergne, francouzský pilot Formule 1
- 1992 – Bryan Coquard, francouzský silniční cyklista
- 1993 – Raphaël Varane, francouzský fotbalista
- 1995 – Lewis Baker, anglický fotbalista
- 1996 – Daniel Felipe Martínez, kolumbijský silniční cyklista
- 2002 – Futaba Itó, japonská sportovní lezkyně

## Úmrtí

### Česko

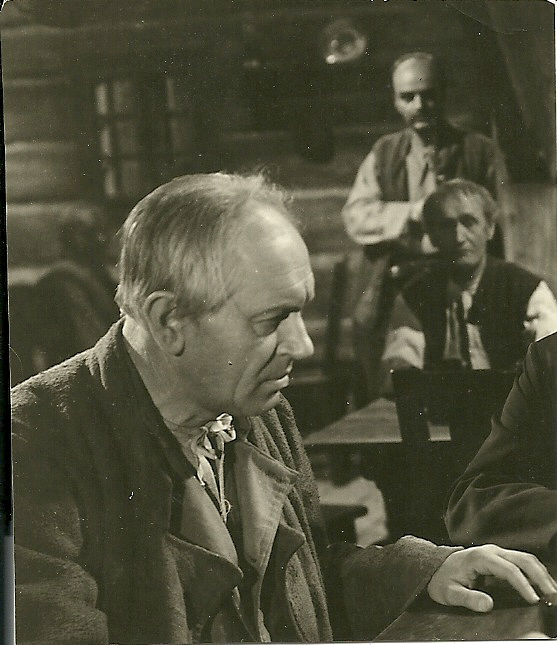
Jaroslav Průcha (* 1963)

- 1439 – Avigdor Kara, pražský rabín a básník
- 1708 – Jan Barner, český jezuita, náboženský spisovatel (* 3. února 1643)
- 1726 – Benedikt Littwerig, opat cisterciáckého kláštera v Oseku u Duchcova (* 1655)
- 1730 – Leopold Spiegel, pražský varhanář německého původu (* 1680)
- 1838 – Michal Silorád Patrčka, obrozenecký básník (* 21. července 1787)
- 1885 – Antonín Zvěřina, poslanec Českého zemského sněmu, starosta Jičína (* 8. října 1811)
- 1904 – Johann Brantner, starosta Znojma (* 12. února 1827)
- 1912 – Anton Aigner, poslanec Českého zemského sněmu, starosta Frýdlantu (* 9. června 1844)
- 1917 – František Sláma, slezský buditel, spisovatel a politik (* 3. listopadu 1850)
- 1918 – Karel Eichler, kněz, hudebník a spisovatel (* 13. ledna 1845)
- 1926 – Karel Fragner, chemik a farmaceut (* 2. února 1861)
- 1936 – Zdeněk Gintl, knihovník, překladatel a spisovatel (* 13. října 1878)
- 1960
  - Vojtěch Martínek, spisovatel (* 11. dubna 1887)
  - Inocenc Arnošt Bláha, sociolog, filosof a pedagog (* 28. července 1879)
- 1961 – Václav Pšenička, československý vzpěrač, stříbro na OH 1932 (* 26. října 1906)
- 1963 – Jaroslav Průcha, český herec a režisér (* 24. dubna 1898)
- 1975 – Štefan Rais, ministr spravedlnosti (* 8. srpna 1909)
- 1977 – Josef Lampa, komunistický politik, starosta Moravské Ostravy (* 2. prosince 1893)
- 1980 – Božena Novotná, manželka prezidenta Antonína Novotného (* 26. února 1910)
- 1985 – Jiří Hejda, český spisovatel a politik (* 25. února 1895)
- 1993 – Robert Vrchota, herec (* 13. ledna 1920)
- 2007 – Petr Rada, český písňový textař a básník (* 7. dubna 1932)
- 2013 – Karel Lešanovský, skautský historik a publicista (* 26. ledna 1929)
- 2015 – Jiří Hledík, československý fotbalový reprezentant (* 19. dubna 1929)
- 2019 – Václav Wolf, katolický kněz a profesor teologie, emeritní děkan KTF UK (* 1. března 1937)
- 2021 – Ivan M. Havel, vědecký pracovník v oboru kybernetiky (* 11. října 1938)

### Svět

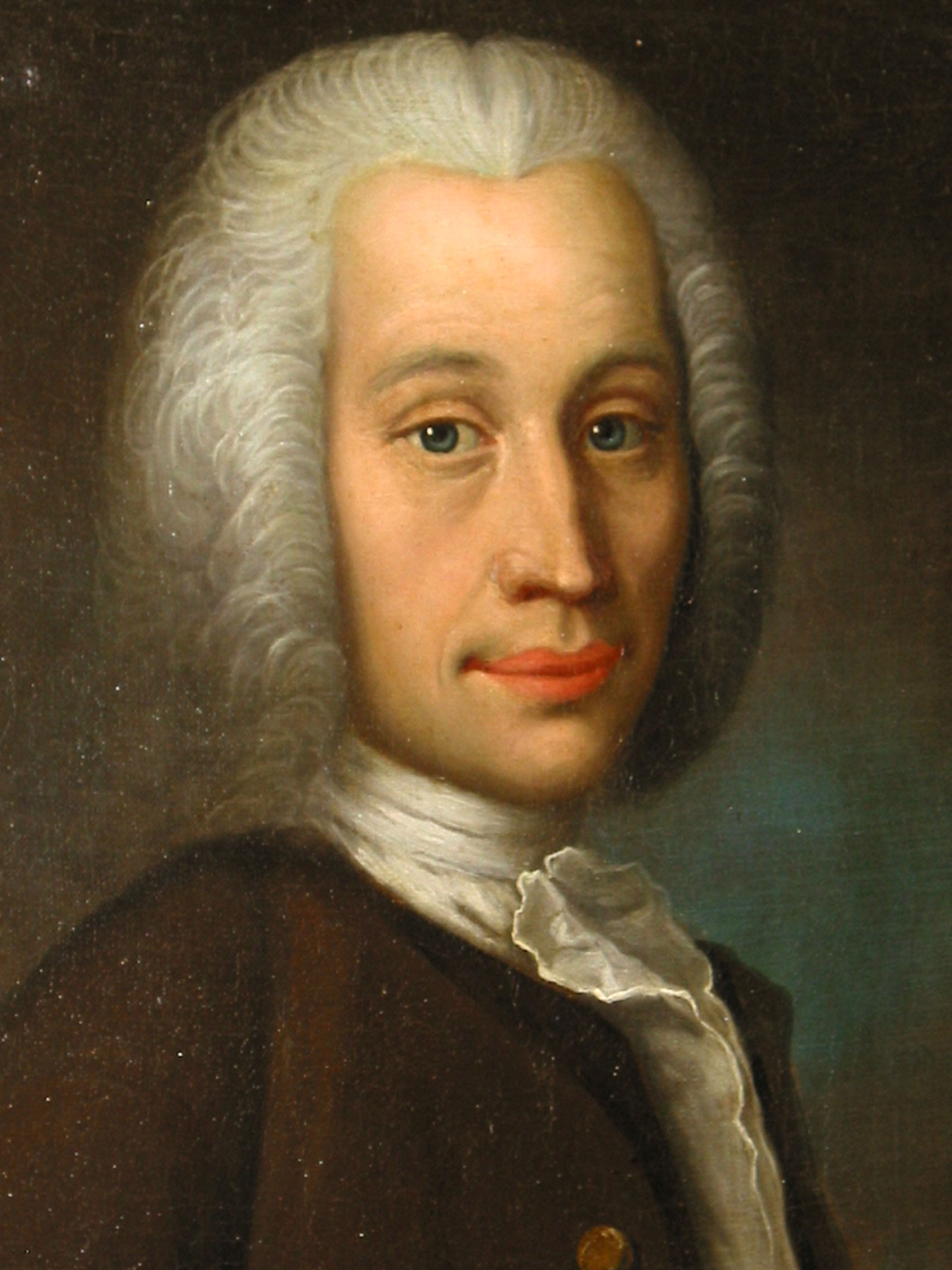
Anders Celsius (* 1744)

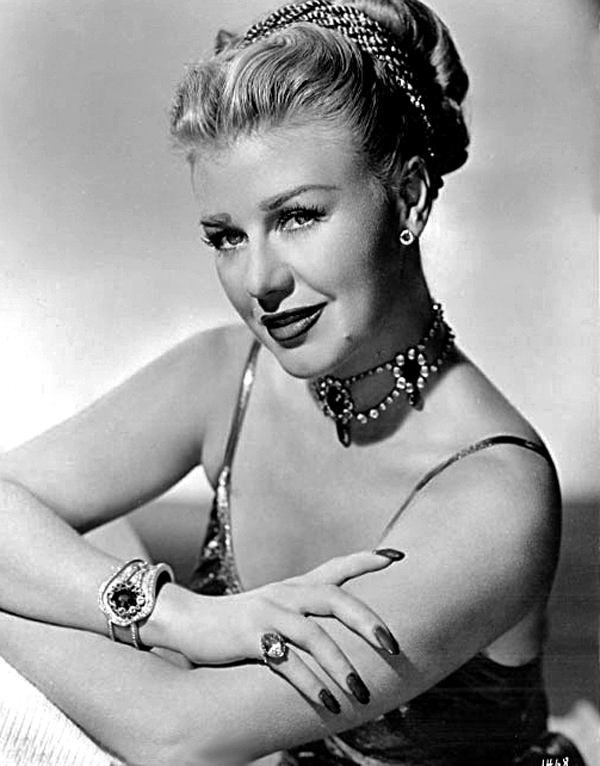
Ginger Rogers (* 1995)

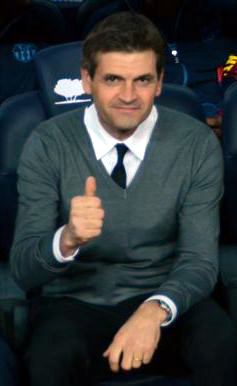
Tito Vilanova (* 2014)

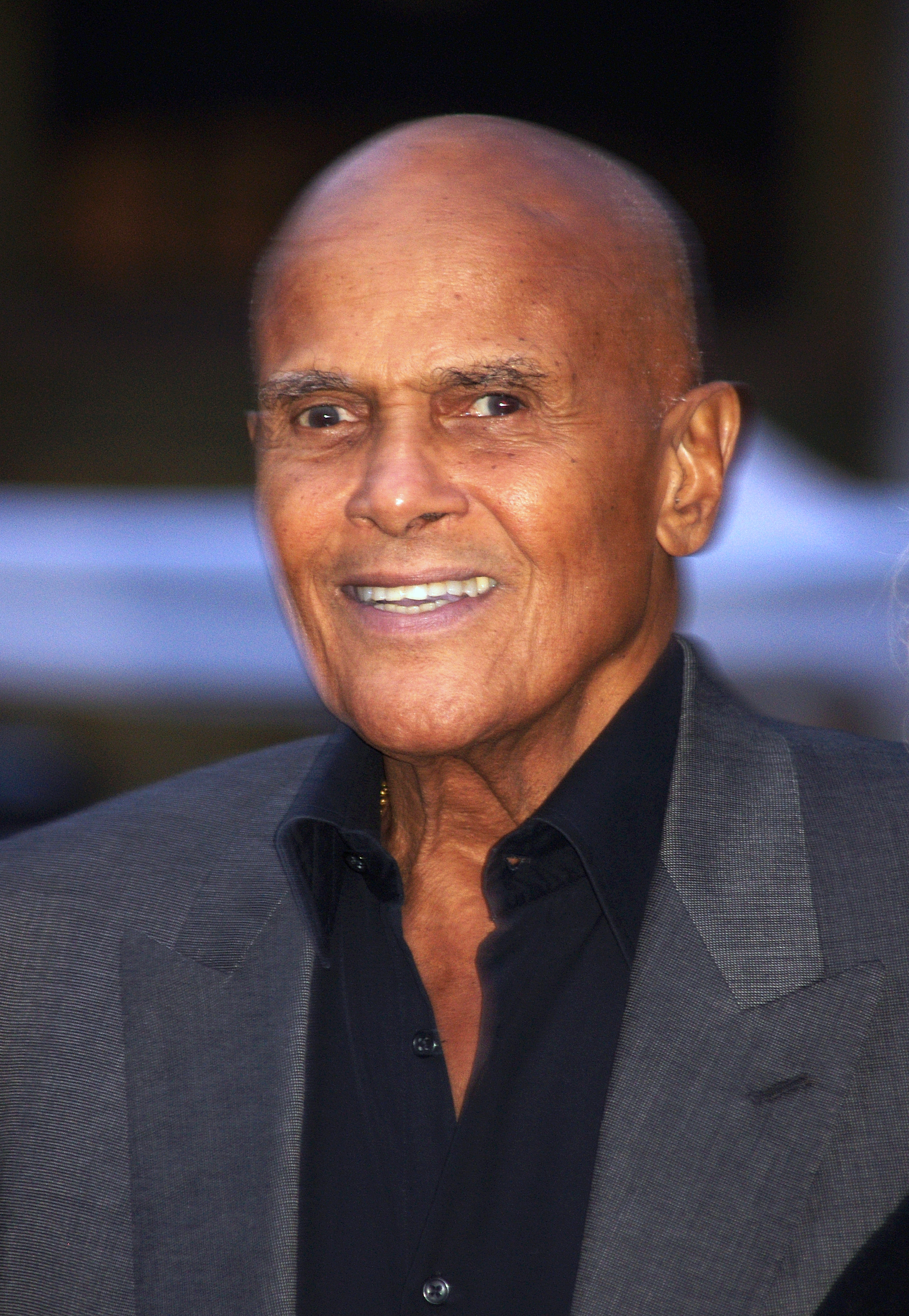
Harry Belafonte († 2023)

- 0068 – Marek Evangelista, autor nejkratšího kanonického evangelia (* ?)
- 1077 – Gejza I. Uherský, uherský král (* 1045)
- 1117 – Bernard z Tironu, katolický světec (* 1046)
- 1228 – Jolanda Jeruzalémská, královna jeruzalémská a sicilská, císařovna Svaté říše římské (* 1212)
- 1342 – Benedikt XII., papež od roku 1334 do roku 1342 (* 1280)
- 1397 – Tomáš Holland, 2. hrabě z Kentu, anglický šlechtic a rádce krále Richarda II. (* 1350/1354)
- 1472 – Leon Battista Alberti, italský architekt a teoretik architektury období renesance (* 14. února 1404)
- 1566 – Diana de Poitiers, milenka francouzského krále Jindřicha II. (* 1499)
- 1583 – Anna Marie Bádenská, manželka Viléma z Rožmberka (* 22. května 1562)
- 1595 – Torquato Tasso, italský básník (* 11. března 1544)
- 1644 – Čchung-čen čínský císař (* 6. ledna 1611)
- 1647 – Matyáš Gallas, císařský generál (* 16. září 1584)
- 1656 – Abaza Siyavuş Paša I., osmanský velkovezír (* ?)
- 1667 – Pedro de Betancur, španělský františkánský mnich a misionář, katolický světec (* 21. března 1626)
- 1744 – Anders Celsius, švédský astronom a fyzik (* 1701)
- 1800 – William Cowper, anglický básník (* 26. listopadu 1731)
- 1840 – Siméon Denis Poisson, francouzský matematik, geometr, astronom a fyzik (* 21. června 1781)
- 1845 – Alois Ugarte, předseda zemských vlád v Horních Rakousích a na Moravě (* 9. března 1784)
- 1857 – Franz Xaver Riepl, rakouský geolog, stavitel železnic a hutní odborník (* 29. listopadu 1790)
- 1875 – Thinlä Gjamccho, 12. tibetský dalajlama (* 26. ledna 1857)
- 1877 – Peter Faber, dánský průkopník telegrafie, fotograf a hudební skladatel (* 7. října 1810)
- 1891 – Nikolaj Nikolajevič Ruský, třetí syn ruského cara Mikuláše I. (* 8. srpna 1831)
- 1911 – Emilio Salgari, italský spisovatel (* 21. srpna 1862)
- 1913 – Giovanni Battista Piamarta, italský katolický kněz a světec (* 26. listopadu 1841)
- 1928 – Pjotr Nikolajevič Wrangel, ruský bělogvardějský generál (* 27. srpna 1878)
- 1930 – Emilio Rabasa, chiapasský romanopisec, advokát a politik (* 22. května 1856)
- 1932 – Rudolf Eickemeyer, americký fotograf (* 7. srpna 1862)
- 1933 – Franz Nopcsa, maďarský paleontolog (* 3. května 1877)
- 1934 – Josef Neuwirth, německy píšící historik českého středověkého umění (* 5. června 1855)
- 1940 – Wilhelm Dörpfeld, německý architekt a archeolog (* 26. prosince 1853)
- 1943 – Vladimir Ivanovič Němirovič-Dančenko, ruský režisér a dramatik (* 23. prosince 1858)
- 1949 – Jankel Adler, polský malíř a tiskař (* 26. července 1895)
- 1961 – Robert Garrett, americký atlet, dvojnásobný olympijský vítěz 1896 (* 24. června 1875)
- 1962 – Leo Zobel, slovenský šachista (* 28. ledna 1895)
- 1968 – John Tewksbury, americký atlet, dvojnásobný olympijský vítěz v roce 1900 (* 21. března 1876)
- 1973 – Tanzan Išibaši, japonský ministr financí (* 25. září 1884)
- 1974 – Garth Allen, americký astrolog (* 16. května 1925)
- 1975 – Jacques Duclos, francouzský komunistický politik (* 2. října 1896)
- 1976 – Markus Reiner, izraelský vědec, odborník v oblasti reologie (* 5. ledna 1886)
- 1977 – Opika von Méray Horváth, maďarská krasobruslařka, mistryně světa (* 30. prosince 1889)
- 1988
  - Clifford D. Simak, americký spisovatel science fiction (* 3. srpna 1904)
  - Valerie Solanas, americká spisovatelka a feministka (* 9. dubna 1936)
- 1990 – Dexter Gordon, americký jazzový saxofonista (* 27. února 1923)
- 1995 – Ginger Rogersová, americká tanečnice, herečka a zpěvačka (* 16. července 1911)
- 1996 – Saul Bass, americký grafik (* 8. května 1920)
- 1999 – Lord Killanin, irský novinář a sportovní funkcionář, šestý předseda MOV (* 1914)
- 2001 – Michele Alboreto, italský pilot F1 (* 23. prosince 1956)
- 2003 – Lynn Chadwick, anglický výtvarník (* 24. listopadu 1914)
- 2004 – Eirug Wyn, velšský romanopisec (* 11. prosince 1950)
- 2006 – Jane Jacobsová, americko-kanadská novinářka a spisovatelka (* 4. května 1916)
- 2010 – Alan Sillitoe, britský spisovatel (4. března 1928)
- 2011
  - Ira Cohen, americký filmový režisér, herec, básník a fotograf (* 3. února 1935)
  - Poly Styrene, anglická punk rocková zpěvačka a skladatelka (* 3. července 1957)
- 2012 – Paul L. Smith, americký filmový režisér (* 24. červen 1936)
- 2014 – Tito Vilanova, španělský fotbalista, bývalý trenér FC Barcelona (* 17. září 1968)
- 2019 – John Havlicek, americký basketbalista (* 8. dubna 1940)
- 2020
  - Per Olov Enquist, švédský spisovatel (* 23. září 1934)
  - James B. Adams, americký prokurátor a prozatímní ředitel FBI (* 21. prosince 1926)
  - Gunnar Seijbold, švédský nezávislý novinářský fotograf a hudebník (* 25. ledna 1955)
- 2023
  - Harry Belafonte, americký zpěvák, herec a producent (* 1. března 1927)
  - Hanna Johansen, švýcarská spisovatelka (* 17. června 1939)
  - Věra Krepkinová, sovětská dálkařka (* 15. dubna 1933)

## Svátky

### Česko
- Marek
- Irvin
- Izmael
- Vojen

### Svět
- OSN – Světový den malárie[1]
- Den DNA
- Itálie – Anniversario Liberazione
- Portugalsko – Den osvobození
- Svazijsko – Den vlajky
- Austrálie – ANZAC Day
- USA – Arbor Day
- Slovensko – Marek

## Pranostiky

### Česko
- Potí-li se Dominik, bude Marek ještě v kožiše.
- Na svatého Marka schová se do žita vranka.
- Jiří a Marek – mrazem nás zalek.
- Svatého Marka deštivo – sedm týdnů blátivo.
- Svatého Marka deštivo – čtyřicet dní blátivo.
- Po teplém Marku se často ochlazuje.
- Kolik tepla před Markem, tolik zimy po něm.
- Brambory sázej na svatého Marka – bude jich plná jamka.
- Na svatého Marka sej oharka (= okurky)!
- Na svatého Marka, kdo nemá chleba, ať kouše jabka.
- Před dvacátým pátým vřeskot žáby nepříjemnou povětrnost vábí.